# (6228) Yonezawa
(6228) Yonezawa (1982 BA) – planetoida z grupy pasa głównego asteroid okrążająca Słońce w ciągu 4,4 lat w średniej odległości 2,69 j.a. Odkryta 17 stycznia 1982 roku.